# Goniocera io
Goniocera io är en tvåvingeart som först beskrevs av Aldrich 1929.  Goniocera io ingår i släktet Goniocera och familjen parasitflugor. Inga underarter finns listade i Catalogue of Life.